# ثقافة روما القديمة

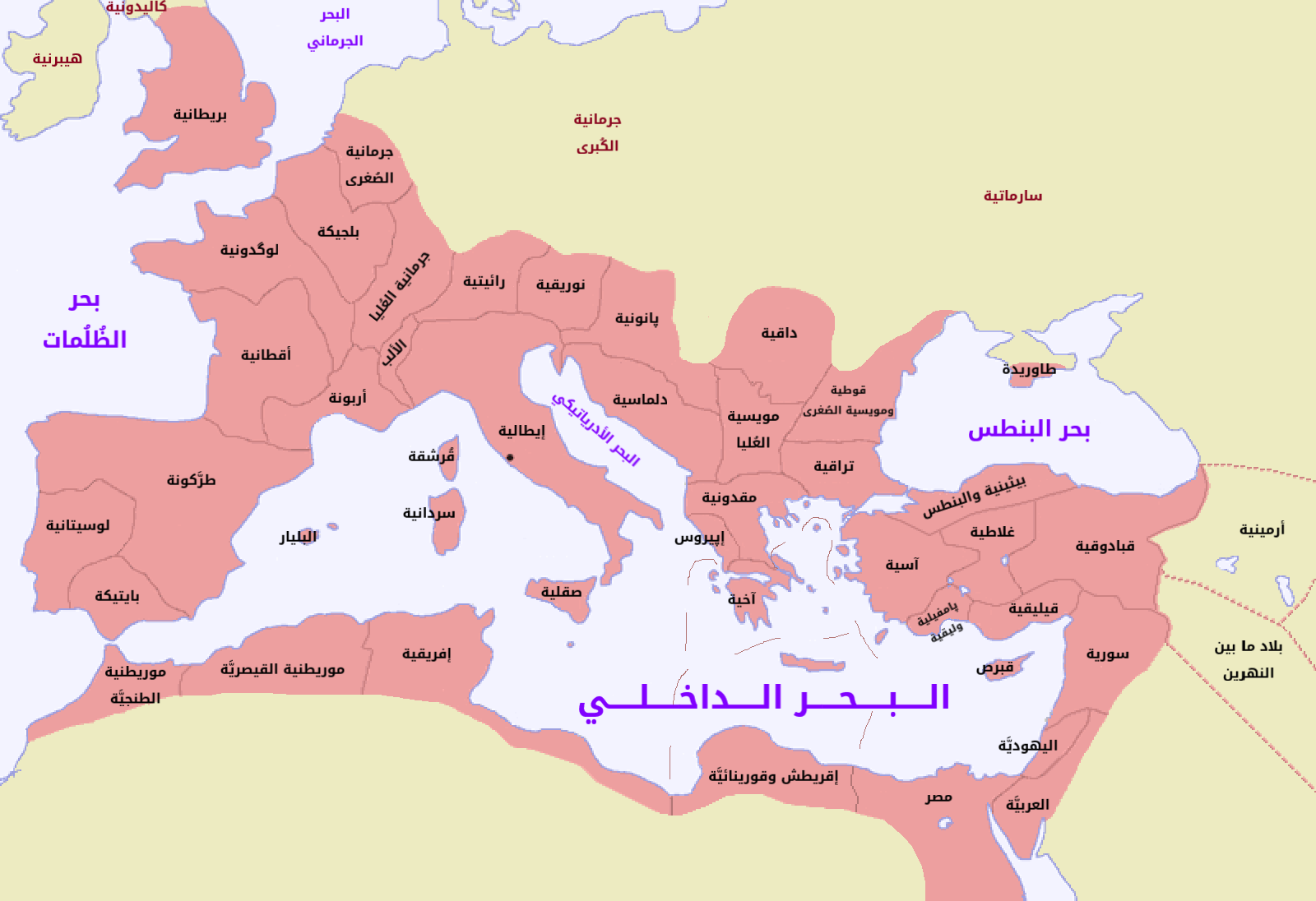
وصلت الإمبراطورية الرومانية أقصى امتداد لها في العام 116.

المناطق تحت السيطرة الرومانية
الجمهورية الرومانية
الامبراطورية الرومانية
الامبراطورية الغربية
الامبراطورية الشرقية
الدول التي ورثتها من الامبراطورية البيزنطية

تعد الحضارة الرومانية أو روما القديمة ، من أهم حضارات أوروبا بعد الحضارة الإغريقية. ولا يعرف المؤرخون كيف ومتى قامت روما. لكنها كانت تبسط سيطرتها على جميع شبه جزيرة إيطاليا جنوبي ما يعرف الآن بفلورنسا، وكان ذلك عام 275 ق.م وخلال القرنين التاليين تمكن الرومانيون من بناء إمبراطورية امتدت لما يعرف الآن بأسبانيا حتى جنوبي آسيا عبر الساحل الشمالي لإفريقيا وضموا فيما بعد كل ما تبقى من أوروبا إلى إمبراطوريتهم . وقد اندمجت فيها الثقافة الإغريقية.

## الفنون المعمارية
ورثت العمارة الرومانية من الأغريقية كافة فنونها في العمارة والنحت والزخرفة وكونوا فنا ديكتاتوريا ينتشر في جميع أنحاء الإمبراطورية الرومانية بمعنى أن ما كان ينفذ في روما كان ينفذ في جميع ولايات الإمبراطورية.وبالرغم من هذا نجد بعض الاختلاف في بعض المعابد والتي اضطرتها الظروف إن تتخذ هذا الشكل إما بسبب تغير الزمن أو المكان كما هو موجود في بعض المعابد الرومانية بسوريا حيث اهتم المعماري السوري في العصر الروماني بهيئة التقطيع عن مثيله في أي مكان آخر. كما ذكرنا فالعمارة الرومانية قد اشتقت كل عناصرها تقريبا من الحضارة الإغريقية ولكن الرومان أضافوا طابعهم الخاص الذي لا يخطئه أحد ويتضح هذا التأثر في معبد ((فورتينا فيرليس-2 ق.م )) في روما وهو من أقدم المعابد الرومانية ومن أجملها وأهم ما يميز الحضارة الرومانية عدم اهتمامهم بالمعابد الدينية فكانوا يكتفون بمحراب في كل بيت ومن أهم المعابد الدينية والذي يعتبر نموذجا آخر من النماذج المعمارية سيباي في تيفولي وقد استخدمت فيه الخرسانة والتي استخدمت من قبل الشرق ولكن في التحصينات وقد عرف الرومان كيفية إخفاء الشكل غير المقبول للخرسانة عن طريق تكسيتها بالطوب أو الحجر.
وأهم ما يميز العمارة الرومانية هو الطريق الجديد الذي انتهجته هذه العمارة بحيث أنها اتجهت إلى الاهتمام بالمباني الدنيوية عن الدينية وعن الأماكن العامة عن الخاصة وأيضا استخدام العقود بأشكالها المختلفة والتي اتخذت عدة أشكال جميلة.
كما انشات مرافق التسلية كالمدرجات والمسارح كما انشات الطرق والمدن

## وصلات خارجية
- LacusCurtius
- Livius.Org
- Ancient Rome portal at Encarta Encyclopedia[وصلة مكسورة]
- Gallery of the Ancient Art: Ancient Rome
- United Nations of Roma Victrix (UNRV) History
- MariaMilani.Com
- The Private Life of the Romans by Harold Whetstone Johnston
- Water and Wastewater Systems in Imperial Rome
- Ancient Rome resources for students from the Courtenay Middle School Library.